# Annemieke Verdoorn
Annemieke Margo Verdoorn (Rotterdam, 8 augustus 1961) is een Nederlands actrice, die bij het grote publiek bekendheid verwierf door haar rol van zuster Ingrid van de Wouden-van der Linden in Medisch Centrum West, een ziekenhuisserie uitgezonden door de TROS van 1988 tot en met 1994.
Een andere grote rol van Annemieke Verdoorn is die van juriste en deeltijddirectrice Joyce Couwenberg in de televisiesoap Onderweg naar Morgen (ONM) sinds 1996. Ze nam deze rol over van actrice Marjolein Keuning, die deze rol sinds 1994 speelde.

Verder was ze onder andere op het toneel te zien in Gwendoline en speelde ze in de films Les branchés à Saint-Tropez (1983) en De Ratelrat (1987).
Verdoorn nam deel aan het Eurovisiesongfestival 1985 voor Luxemburg, samen met vijf andere artiesten, waaronder Ireen Sheer, Malcolm en Chris Roberts. Ze zongen het liedje Children, Kinder, Enfants dat als 13e eindigde. Verdoorn trad aan onder de artiestennaam Margo.
In 2008 werd bekend dat Verdoorn zou gaan stoppen met haar rol in ONM als Joyce Couwenberg. Met haar vertrek kwam ook een einde aan de rol van Joyce.
Verdoorn woont, samen met haar man en zoon, in Sydney, Australië.